# Hydaticus okalehubyi
Hydaticus okalehubyi är en skalbaggsart som beskrevs av Michael Balke och Lars Hendrich 1992. Hydaticus okalehubyi ingår i släktet Hydaticus och familjen dykare. Inga underarter finns listade i Catalogue of Life.